# Caluco
Caluco () é um município localizado no departamento de Sonsonate, em El Salvador.

## Transporte
O município de Caluco é servido pela seguinte rodovia:
- SON-04  que liga a cidade ao município de Izalco
- SON-15  que liga a cidade ao município de Izalco
- SON-16  que liga a cidade ao município de Sonsonate [1]